# Velîki Lamzakî, Odesa
Velîki Lamzakî (în ucraineană Великі Ламзаки) este un sat în comuna Dobroslav din raionul Odesa, regiunea Odesa, Ucraina.

## Demografie
Componența lingvistică a localității Velîki Lamzakî
     Ucraineană (92,06%)
     Română (4,76%)
     Rusă (3,17%)
Conform recensământului din 2001, majoritatea populației localității Velîki Lamzakî era vorbitoare de ucraineană (92,06%), existând în minoritate și vorbitori de română (4,76%) și rusă (3,17%).